# Teoria de Nielsen
La teoria de Nielsen és una branca de la investigació matemàtica amb els seus orígens en el teorema del punt fix topològic. Les seves idees centrals van ser desenvolupades pel matemàtic danès Jakob Nielsen, i porta el seu nom.
La teoria es va desenvolupar en l'estudi de l'anomenat nombre mínim d'un mapa {\displaystyle f} d'un espai compacte a si mateix, denotat {\displaystyle {\mathit {MF}}[f]}. Es defineix com:
{\displaystyle {\mathit {MF}}[f]=\min\{\#\mathrm {Fix} (g)\,|\,g\sim f\},}
on 
- ~ indica la homotopia dels mapatges
- {\displaystyle \#\mathrm {Fix} (g)} indica el nombre de punts fixos de {\displaystyle g}.

El nombre mínim era molt difícil de calcular en temps de Nielsen, i continua sent avui. L'enfocament de Nielsen és agrupar el punt fix establert a les classes, que es consideren «essencials» o «no essencials» d'acord amb si poden o no poden ser «eliminats» per un homòtop.
La formulació original de Nielsen és equivalent a la següent: 
Les classes d'equivalència respecte a aquesta relació es diuen classes de Nielsen de {\displaystyle f}, i el nombre de Nielsen {\displaystyle N(f)} es defineix com el nombre de classes de Nielsen que tenen una suma d'índex de punt fix no-zero.
Nielsen va demostrar
{\displaystyle N(f)\leq {\mathit {MF}}[f],}
fent de la seva invariant una bona eina per estimar la molt difícil {\displaystyle {\mathit {MF}}[f]}. Això condueix immediatament al que ara es coneix com el teorema de punts fixos de Nielsen: 
A causa de la seva definició en termes de l'índex de punt fix, el nombre de Nielsen està estretament relacionat amb el nombre de Lefschetz. De fet, poc després de l'obra inicial de Nielsen, les dues invariants es van combinar en un sol «nombre de Lefschetz generalitzat» (més recentment anomenat la traça de Reidemeister), per Wecken i Reidemeister.